# Binibining Pilipinas 2018
Binibining Pilipinas 2018 fue la 55.ª edición del certamen Binibining Pilipinas, cuya final se llevó a cabo en la Ciudad Quezón, Filipinas, el domingo 18 de marzo de 2018 en el Coliseo Smart Araneta. Cuarenta candidatas de diversas provincias del país compitieron por el título. Al final del evento, Rachel Peters, Binibining Pilipinas 2017 de Camarines Sur, coronó a Catriona Gray de Albay como su sucesora.
El evento fue transmitido en vivo y directo para toda Filipinas por ABS-CBN. Estuvo conducido por Pia Wurtzbach, Richard Gutiérrez y Nicole Cordoves.

## Resultados
| Resultado final                   | Candidata |
| --------------------------------- | --- |
| Miss Universe Philippines         | - 25 – Catriona Elisa Gray |
| Bb. Pilipinas Internacional       | - 17 – Maria Ahtisa Manalo |
| Bb. Pilipinas Supranacional       | - 31 – Jehza Mae Huelar |
| Bb. Pilipinas Grand Internacional | - 32 – Eva Psychee Patalinjug |
| Bb. Pilipinas Intercontinental    | - 38 – Karen Juanita Gallman |
| Bb. Pilipinas Globe               | - 19 – Michele Theresa Gumabao |
| Primera Finalista                 | - 1 – Vickie Marie Rushton |
| Segunda Finalista                 | - 14 – Samantha Mae Bernardo |
| Semifinalistas (Top 15)           | - 3 – Murielle Adrienne Orais - 11 – Maria Andrea Abesamis - 15 – Juliana Kapeundl - 21 – Anjame Magbitang - 24 – Edjelyn Joy Gamboa - 26 – Wynonah Van Joy Buot - 35 – Sandra Raymundo Lemonon                                                                                |
| Cuartofinalistas (Top 25)         | - 4 – Ana Patricia Asturias - 7 – Sigrid Grace Flores - 8 – Marie Sherry Ann Tormes - 9 – Agatha Lei Romero - 10 – Kayesha Clauden Chua - 13 – Kristie Rose Cequeña - 23 – Ena Louis Velasco - 34 – Mary Joy de Castro - 7 – Patrizia Mariah Garcia - 39 – Trixia Marie Marana |

## Premiaciones
Las siguientes premiaciones fueron otorgadas en la noche final
| Premio                             | Candidata Ganadora           |
| ---------------------------------- | ---------------------------- |
| Miss Amistad                       | 8 – Marie Sherry Ann Tormes  |
| Face of Binibini (Miss Fotogénica) | 32 – Eva Psychee Patalinjug  |
| Miss Talento                       | 8 – Marie Sherry Ann Tormes  |
| Pitoy Moreno Mejor Traje Nacional  | 20 – Catriona Elisa Gray     |
| Reina del Jag Denim Fashion Show   | 20 – Catriona Elisa Gray     |
| Mejor en traje de baño             | 20 – Catriona Elisa Gray     |
| Mejor en traje de gala             | 20 – Catriona Elisa Gray     |
| Miss Ever Bilena                   | 20 – Catriona Elisa Gray     |
| Reto de Manila Bulletin Reader's   | 14 – Samantha Mae Bernardo   |
| Miss Philippine Airlines           | 3 – Murielle Adrienne Orais  |
| Miss Cream Silk                    | 19 – Michele Theresa Gumabao |

## Candidatas
40 candidatas compitieron por el título:
| N. | Candidata                                | Edad | Estatura | Representación                   |
| -- | ---------------------------------------- | ---- | -------- | -------------------------------- |
| 1  | Vickie Marie Milagrosa Sausa Rushton     | 25   | 1.67 m   | Talisay, Negros Occidental       |
| 2  | Katherine Jane Ventura                   | 22   | 1.67 m   | Antipolo, Rizal                  |
| 3  | Muriel Adrienne Isidore Orais            | 26   | 1.67 m   | Cebú, Provincia de Cebú          |
| 4  | Ana Patricia "Patrik" Asturias           | 25   | 1.68 m   | Tacloban, Leyte                  |
| 5  | Rose Marie Murphy                        | 25   | 1.67 m   | Butuán, Agusan del Norte         |
| 6  | Janice de Guzman Roman                   | 25   | 1.65 m   | Manila, Gran Manila              |
| 7  | Sigrid Grace Flores                      | 25   | 1.69 m   | Panganiban, Catanduanes          |
| 8  | Marie Sherry Ann Quintana Tormes         | 26   | 1.70 m   | Mandaluyong, Gran Manila         |
| 9  | Agatha Lei Romero                        | 23   | 1.70 m   | Ciudad Quezón, Gran Manila       |
| 10 | Kayesha Clauden Chua                     | 25   | 1.68 m   | Legazpi, Albay                   |
| 11 | Maria Andrea "Aya" Verdadero Abesamis    | 26   | 1.71 m   | Pásig, Gran Manila               |
| 12 | Janette Roanne Lising Sturm              | 26   | 1.70 m   | General Santos, Cotabato del Sur |
| 13 | Kristie Rose Dejuras Cequeña             | 26   | 1.70 m   | Santa Rosa, La Laguna            |
| 14 | Samantha Mae Adaliga Bernardo            | 25   | 1.73 m   | Puerto Princesa, Palawan         |
| 15 | Juliana Marquez Kapeundl                 | 26   | 1.73 m   | Balayan, Batangas                |
| 16 | Annalita Pagunsan Vizcarra               | 23   | 1.73 m   | Murcia, Negros Occidental        |
| 17 | Maria Ahtisa Rodríguez Manalo            | 20   | 1.71 m   | Candelaria, Quezon               |
| 18 | Rosantonette I. Mendoza                  | 26   | 1.74 m   | Mandaluyong, Gran Manila         |
| 19 | Michele Theresa Imperial Gumabao         | 25   | 1.75 m   | Ciudad Quezón, Gran Manila       |
| 20 | Catriona Elisa Magnayon Gray             | 24   | 1.78 m   | Oas, Albay                       |
| 21 | Anjame Santos Magbitang                  | 19   | 1.80 m   | Hagonoy, Bulacán                 |
| 22 | Sophia Juliann C. Baino                  | 24   | 1.75 m   | Nasugbu, Batangas                |
| 23 | Ena Louis L. Velasco                     | 25   | 1.73 m   | Bacólod, Negros Occidental       |
| 24 | Edjelyn Joy Cay Gamboa                   | 25   | 1.71 m   | Paclasán, Mindoro Oriental       |
| 25 | Jerelleen Alix Rodriguez                 | 25   | 1.69 m   | Nasugbu, Batangas                |
| 26 | Wynonah "Wyn" Van Joy C. Buot            | 24   | 1.71 m   | Cebú, Provincia de Cebú          |
| 27 | Henna Kaizzelle Nicole Gonzalez Cajandig | 25   | 1.70 m   | Tacurong, Sultán Kudarat         |
| 28 | Angelica Mae Corbe                       | 24   | 1.70 m   | Legazpi, Albay                   |
| 29 | Samantha Kaye Arcabal Avestruz           | 20   | 1.70 m   | Barugo, Leyte                    |
| 30 | Sarah Margarette Faurillo Joson          | 24   | 1.67 m   | Manila, Gran Manila              |
| 31 | Jehza Mae Sotillo Huelar                 | 23   | 1.68 m   | Dávao, Dávao del Sur             |
| 32 | Eva Psychee Soroño Patalinjug            | 23   | 1.73 m   | Cebú, Provincia de Cebú          |
| 33 | Stephanie Joy G. Abellanida              | 22   | 1.68 m   | Pigcaguayán, Cotabato del Norte  |
| 34 | Mary Joy de Castro                       | 22   | 1.68 m   | Taúm, Dávao del Norte            |
| 35 | Sandra Raymundo Lemonon                  | 23   | 1.68 m   | Pásig, Gran Manila               |
| 36 | Loren Mar Guillermo Artajos              | 27   | 1.65 m   | Laoag, Ilocos Norte              |
| 37 | Patrizia Mariah “Pat” L. Garcia          | 24   | 1.68 m   | Cainta, Rizal                    |
| 38 | Karen Juanita Boyonas Gallman            | 25   | 1.67 m   | Ubay, Bohol                      |
| 39 | Trixia Marie Marana                      | 25   | 1.65 m   | Dumaguete, Negros Oriental       |
| 40 | Angelie Aubrey Mariño Asunción           | 24   | 1.69 m   | Casiguran, Sorsogón              |